# Cirina forda
Cirina forda (tên tiếng Anh: Pallid Emperor Moth hoặc Shea Defoliator) là một loài bướm đêm thuộc họ Saturniidae. Nó được tìm thấy ở miền tây Châu Phi, bao gồm Ghana, Nigeria, Zimbabwe và Nam Phi.
Có một lứa một năm.
Ấu trùng ăn Vitellaria paradoxa. Chúng gây hại nặng nề ở Ghana và Nigeria. Ấu trùng được làm thức ăn ở Nigeria.
Pupation takes place under ground at the base of the host plant.

## Hình ảnh

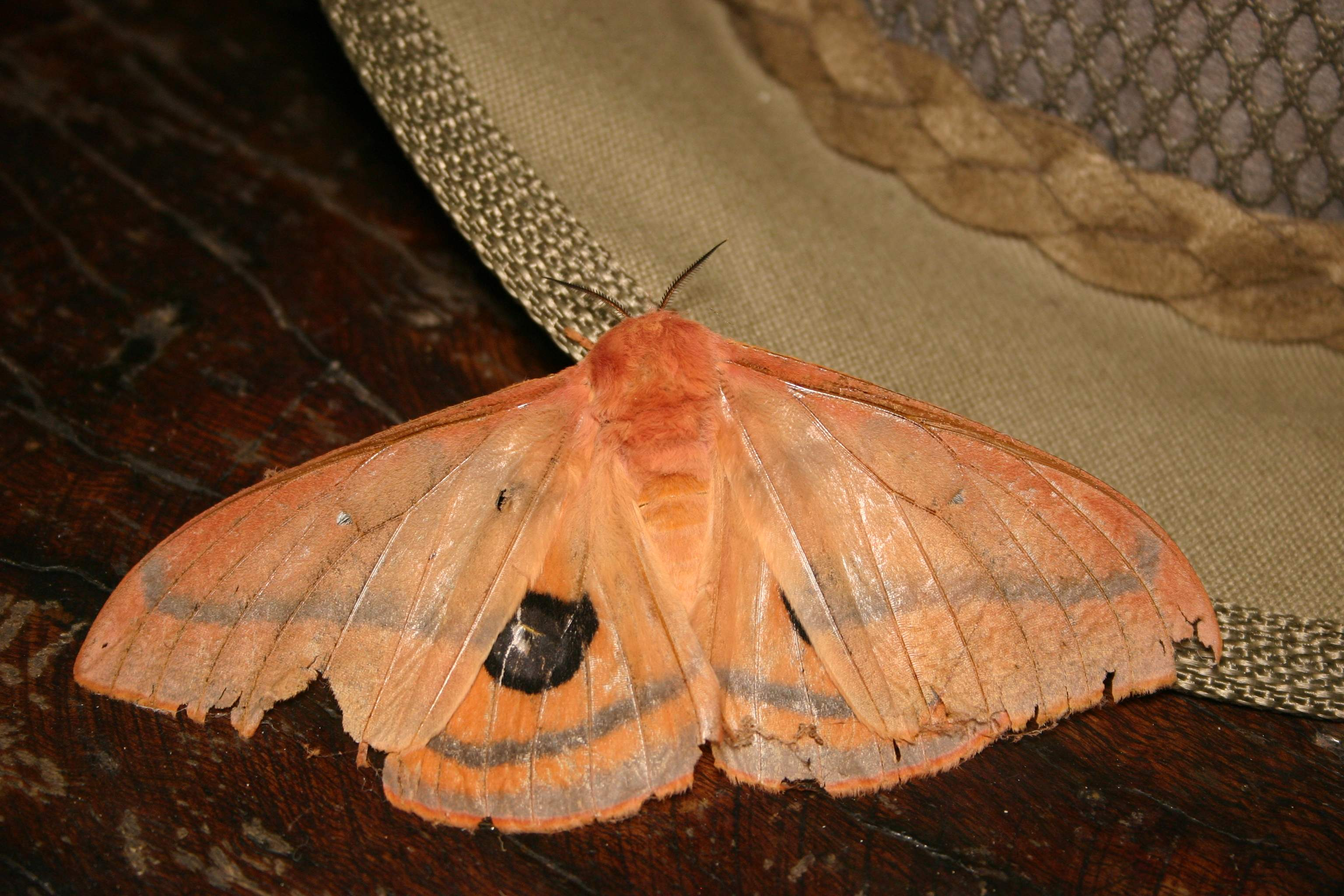